# Pierre Dardel
Pour les articles homonymes, voir Dardel.
Pierre Dardel, né le 5 mars 1885 au Havre et mort le 24 mars 1969 à Rouen, est un notaire et historien français.

## Biographie
Fils du directeur du Crédit lyonnais de Rouen, après des études au lycée Corneille, Pierre Dardel soutient une thèse de droit à la Faculté de droit de Paris ayant pour sujet : Les communautés et indivisions de famille en France et en Suisse. Principal clerc de notaire à Rouen, il est nommé suppléant du notaire de Routot en 1915, puis est notaire à Bolbec en 1919 et à Boos en 1933.
Il demeure au no 29bis rue du Contrat-Social à Rouen dans l'entre-deux-guerres.

## Publications
- Histoire de Bolbec des origines à la Révolution, Rouen, A. Lestringant, 1939, 165 p.
- Les Manufactures de toiles peintes et de serges imprimées à Rouen et à Bolbec aux XVIIe et XVIIIe siècles, Rouen, 1940.
- Le trafic maritime de Rouen aux XVIIe et XVIIIe siècles : essai statistique, Rouen, Lainé, 1946, 140 p. (OCLC 260071781).
- « Les courants du commerce extérieur et intérieur de Rouen au XVIIIe siècle », Annales de Normandie, nos 4-2,‎ 1954, p. 117-165 (lire en ligne, consulté le 2 septembre 2023).
- Commerce, industrie et navigation à Rouen et au Havre au XVIIIe siècle : rivalité croissante entre ces deux ports  (préf. Michel de Boüard), Rouen, Société libre d'émulation de Seine-Maritime, 1966, 456 p. (OCLC 3245099).
- « Une famille de manufacturiers en Haute-Normandie : les Pouchet (XVe et XIXe siècles) : I. Les Pouchet et l'artisanat », Annales de Normandie, nos 12-2,‎ 1962, p. 93-107 (lire en ligne, consulté le 2 septembre 2023).
- « Une famille de manufacturiers en Haute-Normandie : les Pouchet (XVe – XIXe siècles) : II. Les Pouchet et les débuts de la Grande Industrie », Annales de Normandie, nos 12-3,‎ 1962, p. 169-184 (lire en ligne, consulté le 2 septembre 2023).
- Navires et marchandises dans les ports de Rouen et du Havre au XVIIIe siècle, Paris, SEVPEN, 1963, 787 p.
- « La population de Rouen et du Havre au XVIIIe siècle », Annales de démographie historique,‎ 1967, p. 539-541 (lire en ligne, consulté le 2 septembre 2023).
- « Généalogie de la famille Pouchet », Annales de Normandie, nos 18-1,‎ 1968, p. 101-108 (lire en ligne, consulté le 2 septembre 2023).
- « Les relations maritimes et commerciales entre la France, notamment les ports de Rouen et du Havre, et les ports de la mer Baltique, de 1497 à 1783 », Annales de Normandie, nos 19-1,‎ 1969, p. 29-57 (lire en ligne, consulté le 2 septembre 2023).